# Pont Bonaparte
Le pont Bonaparte est un pont qui enjambe la Saône à Lyon. Il permet de joindre les quartiers de Bellecour et Saint-Jean.

## Histoire
Un premier pont en bois, le pont de l'Archevêché (ou pont de Bois, des Comtes, Bellecour ou des Chanoines), est construit entre 1634 et 1642 par l'ingénieur Jean Christophe Marie. Le pont est régulièrement victime des crues et en 1709 cinq arches et quatre palées sont emportées. Le pont est reconstruit en 1732 pour être démoli 49 ans plus tard. Les travaux d'un nouveau pont commencent, mais ils sont régulièrement interrompus.
La construction débute véritablement en 1786 pour se finir en 1807 sous la direction de l'ingénieur Carron. Le conseil municipal baptise l'ouvrage pont Tilsitt. Construit en pierre de Villebois, le pont est constitué de cinq arches atteignant 148 m de franchissement. Les piles du pont s'appuient sur des enrochements provenant du creusement du quai Pierre-Scize. L'itinéraire de la « grande route de Provence » est alors dévié du pont du Change vers le pont Tilsitt.
Avec le temps, les arches tombantes s'avèrent inadaptées à certaines crues qui soumettent l'édifice à d'importantes contraintes. Il est démoli et remplacé par un pont identique, de même hauteur, mais dont les appuis des voutes sont rehaussés sur les piles pour les élargir 1863-1864.
En septembre 1944, les forces allemandes dynamitent le pont qui perd ses arches et une des piles. Trop endommagé, il est remplacé par le pont actuel, construit entre 1946 et 1950. Il est composé de trois arches en béton armé recouvertes de pierre de Hauteville. Son nom actuel lui a été attribué le 27 janvier 1964, par délibération du conseil municipal.

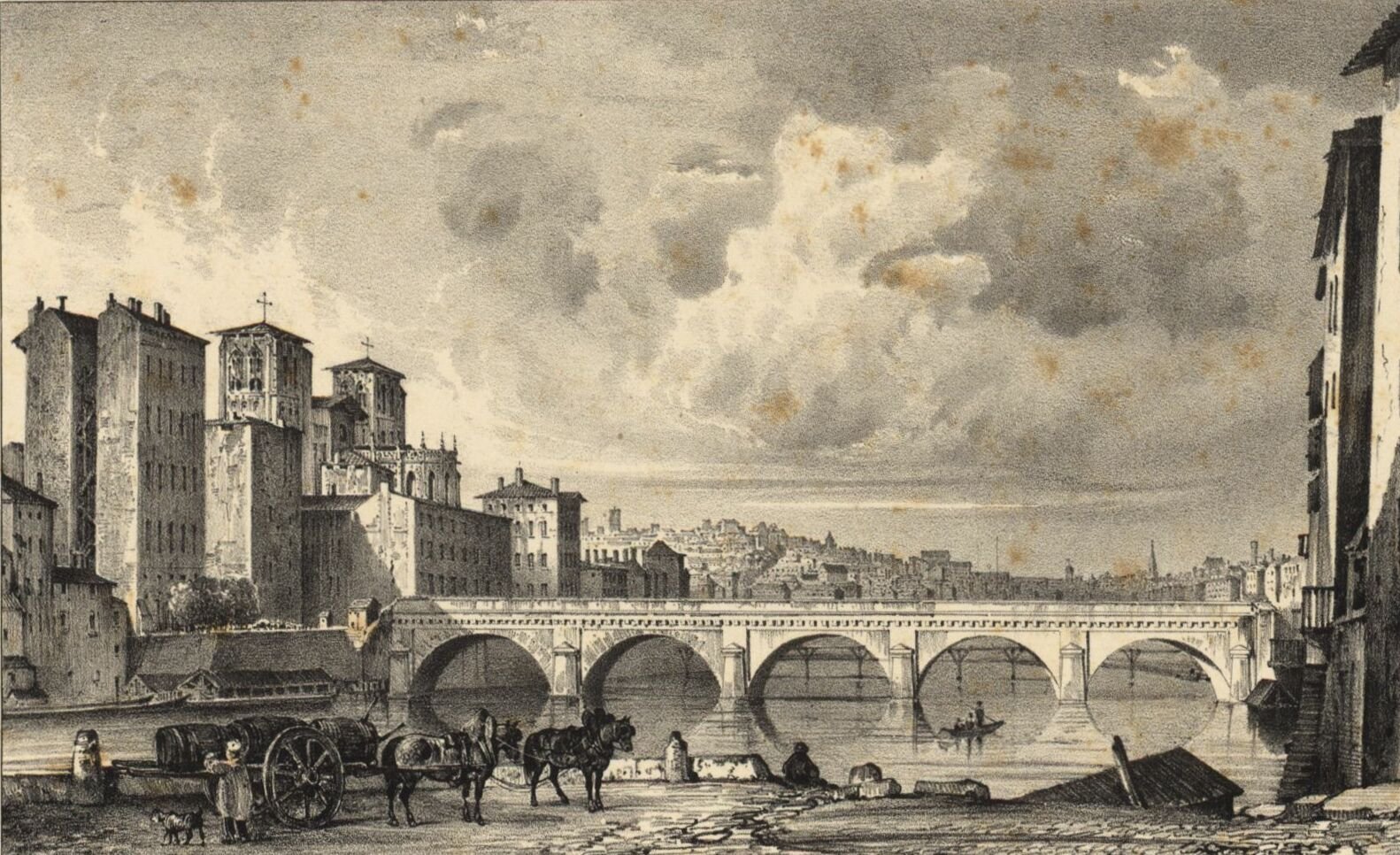
Estampe représentant le pont Tilsitt en 1833.
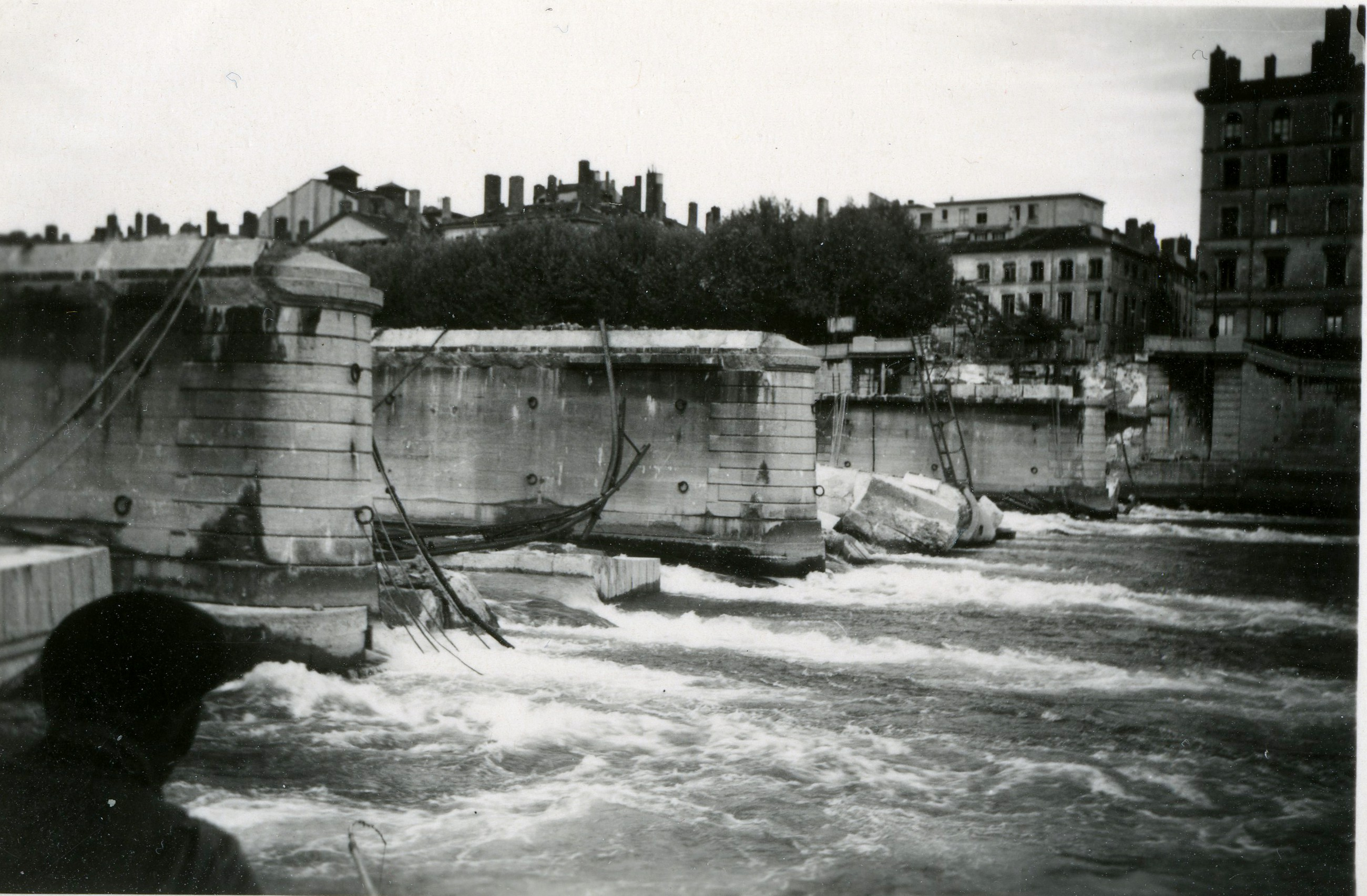
Le pont Tilsitt, actuel pont Bonaparte, détruit par les Allemands en 1944
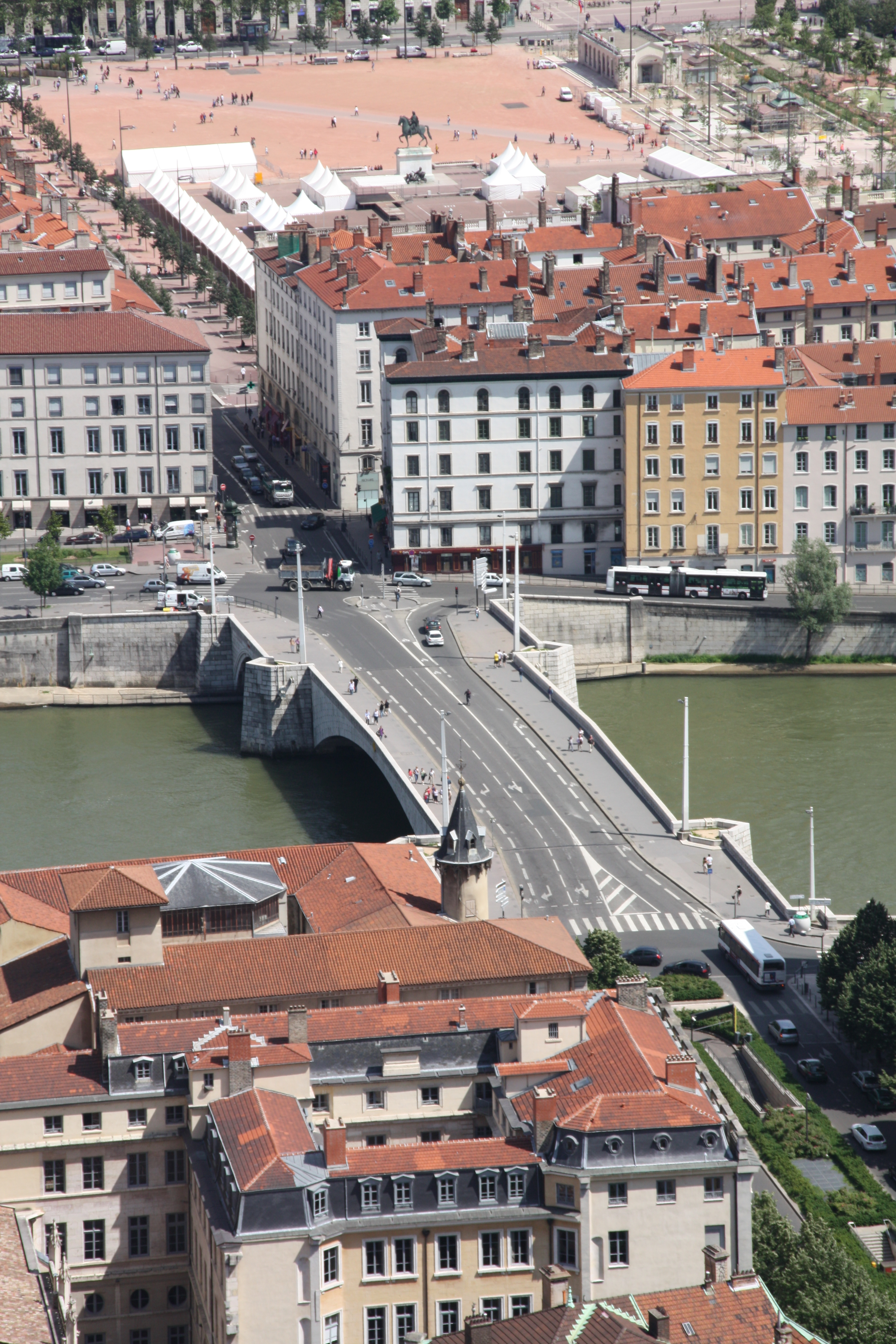
Le pont vu des toits de la basilique Notre-Dame de Fourvière.
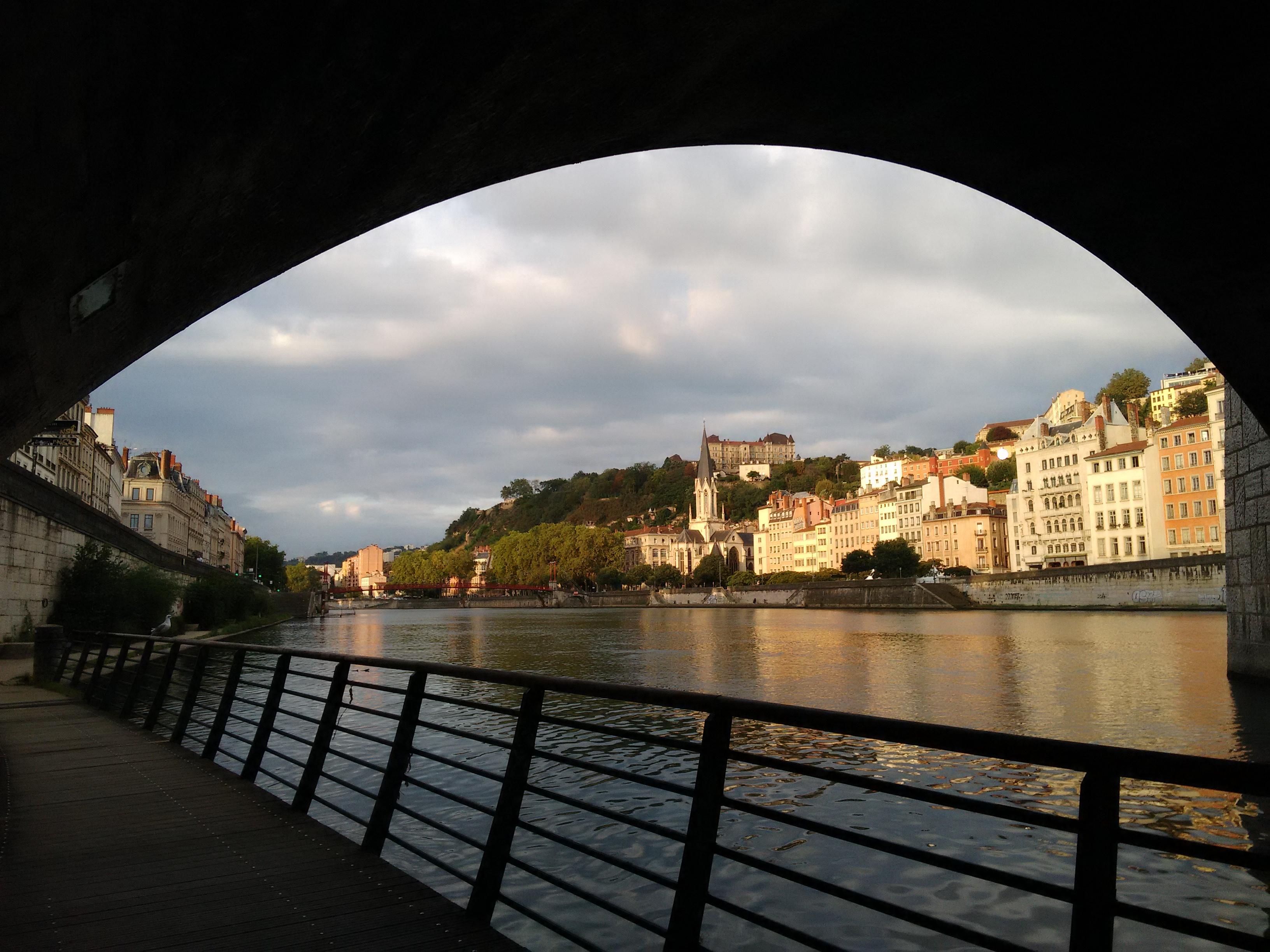
Passerelle piétonne sous le pont Bonaparte